# Brug 361

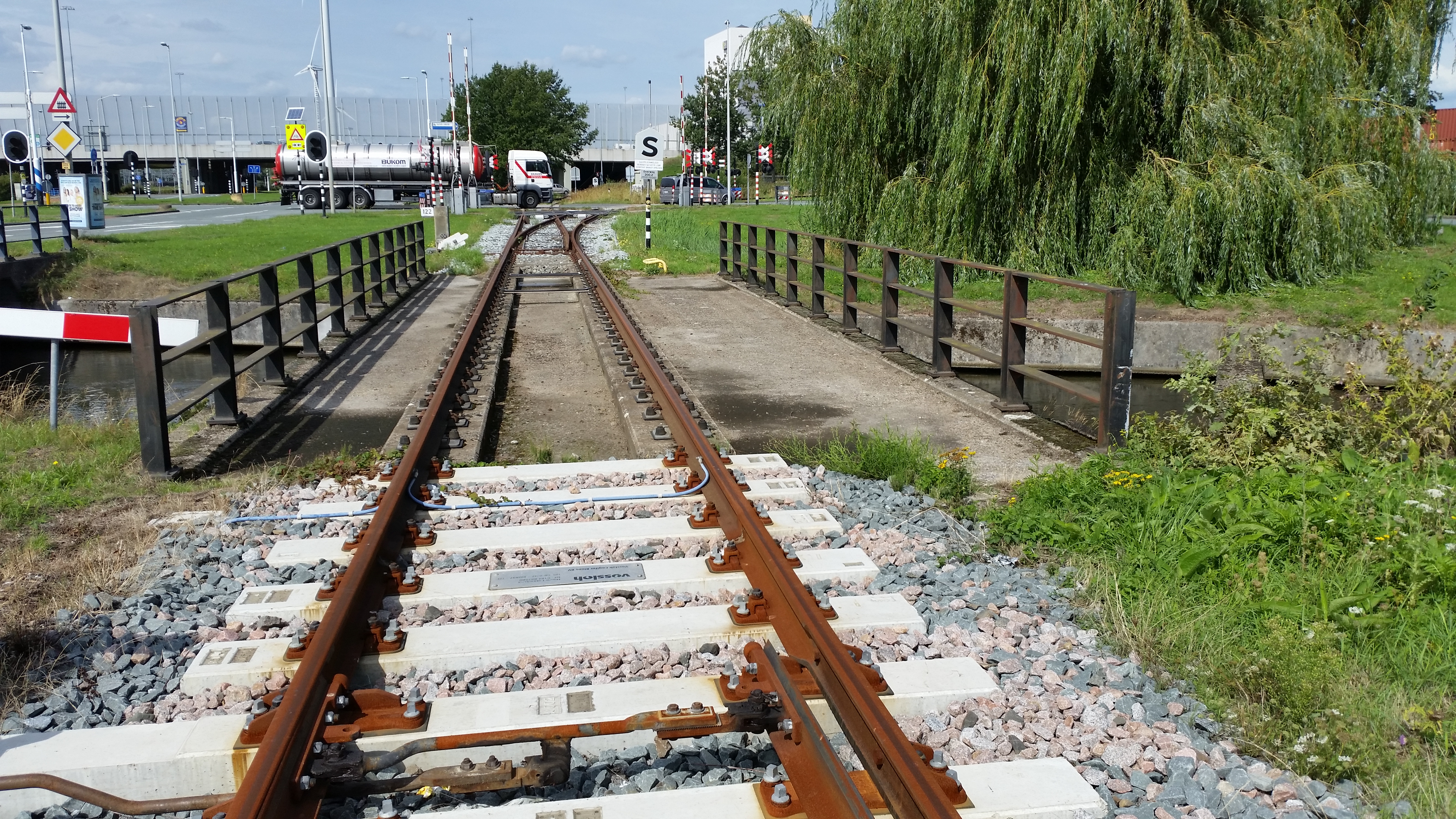
Spoorbrug (augustus 2018)

Brug 361 is een brug in Westpoort, Amsterdam.

## Brug vanaf 1976
In 1976/1977 werd een verkeers- en spoorbrug aangelegd in de Nieuwe Hemweg over het Tweede Koelwaterkanaal van de Centrale Hemweg. De Nieuwe Hemweg is hier onderdeel van de Stadsroute 101, die op korte afstand noordwaarts kruist met de Kabelweg en de Rondweg van Amsterdam. Het genoemd koelingskanaal vormt de waterverbinding tussen de elektriciteitscentrale en de Neptunushaven dan wel Vlothaven.
De vaste verkeersbrug is circa 32 meter breed en is van gewapend beton. De paalfundering is eveneens van gewapend beton. Ze ligt laag boven het wateroppervlak (er is hier geen scheepvaart mogelijk). Op het brugdek liggen behalve drie groenstroken, een fietspad (beide richtingen in een pad), een wegversmalling zuidoostwaarts van twee naar een strook en een tweebaansweg met voorsorteerstroken noordwestwaarts. De brug kent de in het Amsterdams blauw getinte leuningen. De brug is ontworpen door Dirk Sterenberg van de Dienst der Publieke Werken.

## Brug 388
Direct ten noorden van brug 361 ligt Brug 388 in de vorm van een spoorbrug. Deze valt buiten het beheer van de Gemeente Amsterdam; ze wordt beheerd door ProRail. Ze draagt enkelspoor leidend naar en komend van de industrieterreinen alhier. Ze stamt uit ongeveer dezelfde tijd en vertoont uiterlijke overeenkomsten met de straatbrug; of zij van dezelfde ontwerper is, is niet bekend.

## Vroegere brug 361
Het brugnummer was al eerder in omloop. Een eerdere brug met hetzelfde nummer lag in Amsterdam-Noord, maar werd in de jaren '40 afgeschaft.
<<< · 300 · 301 · 302 · 303 · 304 · 305 · 306 · 307 · 308 · 309 · 310 · 311 · 312 · 313 · 314 · 315 · 316 · 317 · 318 · 320 · 321 · 322 · 323 · 324 · 325 · 327 · 328 · 330 · 331 · 332 · 333 · 334 · 335 · 336 · 337 · 338 · 339 · 340 · 341 · 342 · 343 · 344 · 345 · 346 · 347 · 348 · 349 · 350 · 351 · 352 · 353 · 354 · 355 · 356 · 357 · 358 · 359 · 360 · 361 · 362 · 363 · 364 · 365 · 366 · 367 · 368 · 371 · 372 · 373 · 374 · 375 · 376 · 377 · 378 · 379 · 380 · 381 · 382 · 383 · 385 · 386 · 387 · 388 · 389 · 390 · 391 · 392 · 393 · 394 · 395 · 396 · 397 · 398 · 399 · >>>
Brugnummers 319, 326, 329 (tijdelijke duiker in de Ringspoordijk), 369, 370, 384 zijn niet (meer) vergeven.